# Katsuō-ji

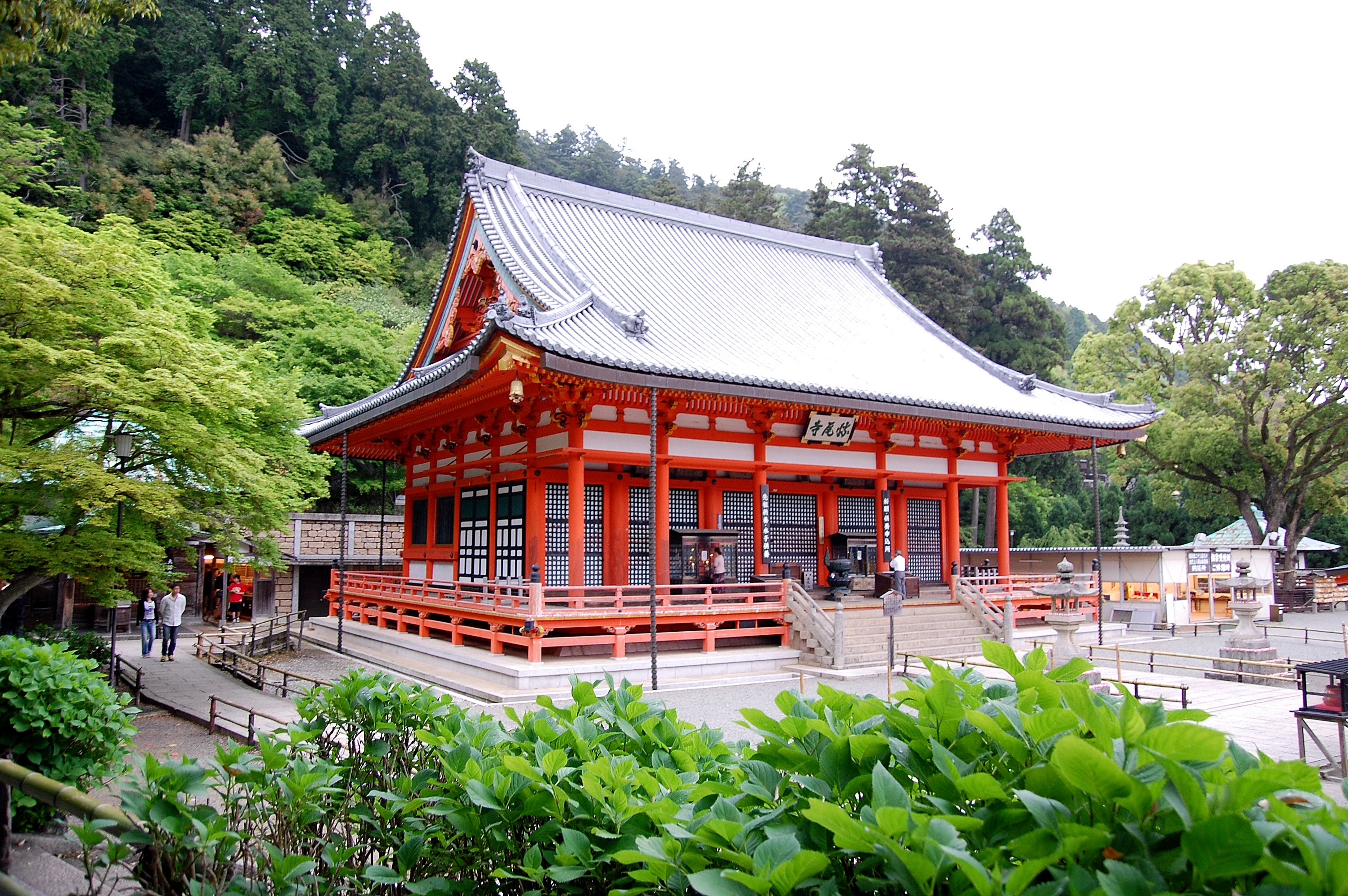
Haupthalle des Katsuō-ji

Der Katsuō-ji (jap. 勝尾寺) ist ein buddhistischer Tempel in der Stadt Minō in der Präfektur Osaka in Japan. Der Tempel ist mit der Glaubensrichtung Shingon-shū assoziiert. Hauptbildnis des Tempels ist eine Statue der elfköpfigen und tausendarmigen Kannon. Der Katsuō-ji ist der 23. Tempel des Saigoku-Pilgerweges (西国三十三箇所, Saigoku sanjūsankasho).

## Überblick
Der Tempellegende zufolge geht der Katsuō-ji auf eine Berghütte zurück, die im Jahr 727 von den Brüdern Zenchū (善仲) und Zensan (善算) errichtet wurde. Seit 765 soll Prinz Kaijō (開成), ein Sohn Kaiser Konins ebenfalls auf dem Gelände gelebt haben. Am 13. Juli 775 wurde der Miroku-ji-Tempel als erstes offizielles Tempelgebäude errichtet. 780 soll der Mönch Myokan innerhalb eines Monats gemeinsam mit 18 Kindern das Hauptbildnis des
Tempels geschnitzt haben. Durch Zuwendungen des Kaiserhauses prosperierte der Tempel während der Heian-Zeit.
Bei der Schlacht von Ichi-no-Tani im Gempei-Krieg wurden jedoch große Teile des Tempelgeländes zerstört. Schon 1188 wurde mit dem Wiederaufbau begonnen. Umfangreiche Wiederaufbauten wurden bereits in der Azuchi-Momoyama-Zeit durch Toyotomi Hideyoshi veranlasst. Er stiftete auch eine Statue Kannons, die in der Folge zusammen mit der Hauptstatue verehrt wird.
Die Ausdehnung des Tempelgeländes von circa 200 Hektar wurde bei Ausgrabungen im Jahr 1963 durch Funde aus dem 13. Jahrhundert belegt. Danach begrenzten vergrabene Statuen der Wächterkönige und der Myōō das Tempelgelände in die vier Himmelsrichtungen und die vier Nebenhimmelsrichtungen.
Der Name des Tempels steht mit Kaiser Seiwa in Verbindung. Dieser soll dank des eifrigen Gebets eines Tempelabts von einer Krankheit genesen sein. Als Dank habe er dem Tempel die Zeichen katsu für „gewinnen, siegen“ und ō für „König“ verliehen, die als „gewinnt gegen einen König“ gedeutet wurden. Die Mönche ersetzten später das Schriftzeichen für König durch die heutige Schreibweise.
Die Tradition des glückbringenden Tempelbesuchs ist noch heute lebendig: Auf dem Tempelgelände findet sich eine Vielzahl von kleinen Daruma-Glücksbringern.